# Азізбеков Мешаді Азізбек-огли
Мешаді́ Азі́з-бек-огли́ Азізбе́ков (азерб. Məşədi Əziz bəy oğlu Əzizbəyov) — діяч революційного руху в Азербайджані, один із перших азербайджанців-марксистів; губернський комісар і заступник комісара внутрішніх справ Бакинської РНК (1918). Азізбеков був одним з найважливіших революціонерів Кавказі після Жовтневої революції. Його ім'ям було названо вулиці в Донецьку та Кривому Розі. Про Азізбекова знімали фільми, складали вірші та пісні у СРСР.

## Біографія
Мешаді Азізбеков народився 6 (18) січня 1876 у Баку в будинку № 107 по вулиці Азіатській (нині вулиця Аловсата Гулієва) в сім'ї майстра-білокаменяра. Закінчивши в 1896 році реальне училище в Баку, він приїхав до Петербурга для вступу до Інституту цивільних інженерів. Член РСДРП з 1898. У 1908 році у він закінчив Петербурзький технологічний інститут. Брав активну участь у революції 1905—1907 років, був одним із керівників соціал-демократичної групи «Гуммет». В 1917 році обраний членом Бакинської ради. Під час березневих подій 1918 року в Баку Азізбеков зміг захистити від підпалу і руйнування фабрику Г. З. Тагієва.
5 квітня 1917 Мешаді Азізбеков був обраний головою Бюро бакинських мусульманських соціалістичних партій. 15-20 квітня учасник 1-го з'їзду мусульман Кавказу, а з 23 квітня член бюро колегії пропагандистів і агітаторів Бакинського комітету РСДРП (б). У Бакинській РНК був губернським комісаром і заступником наркома внутрішніх справ, а з травня 1918 року — також головою виконкому Ради селянських депутатів Бакинського повіту. Після падіння радянської влади в Баку був заарештований. Розстріляний англійськими інтервентами в числі 26 бакинських комісарів.